# Cacoxenus inquilinus
Cacoxenus inquilinus är en tvåvingeart som beskrevs av Friedrich Georg Hendel 1933. Cacoxenus inquilinus ingår i släktet Cacoxenus och familjen daggflugor. Inga underarter finns listade i Catalogue of Life.